# Electric Launch Company

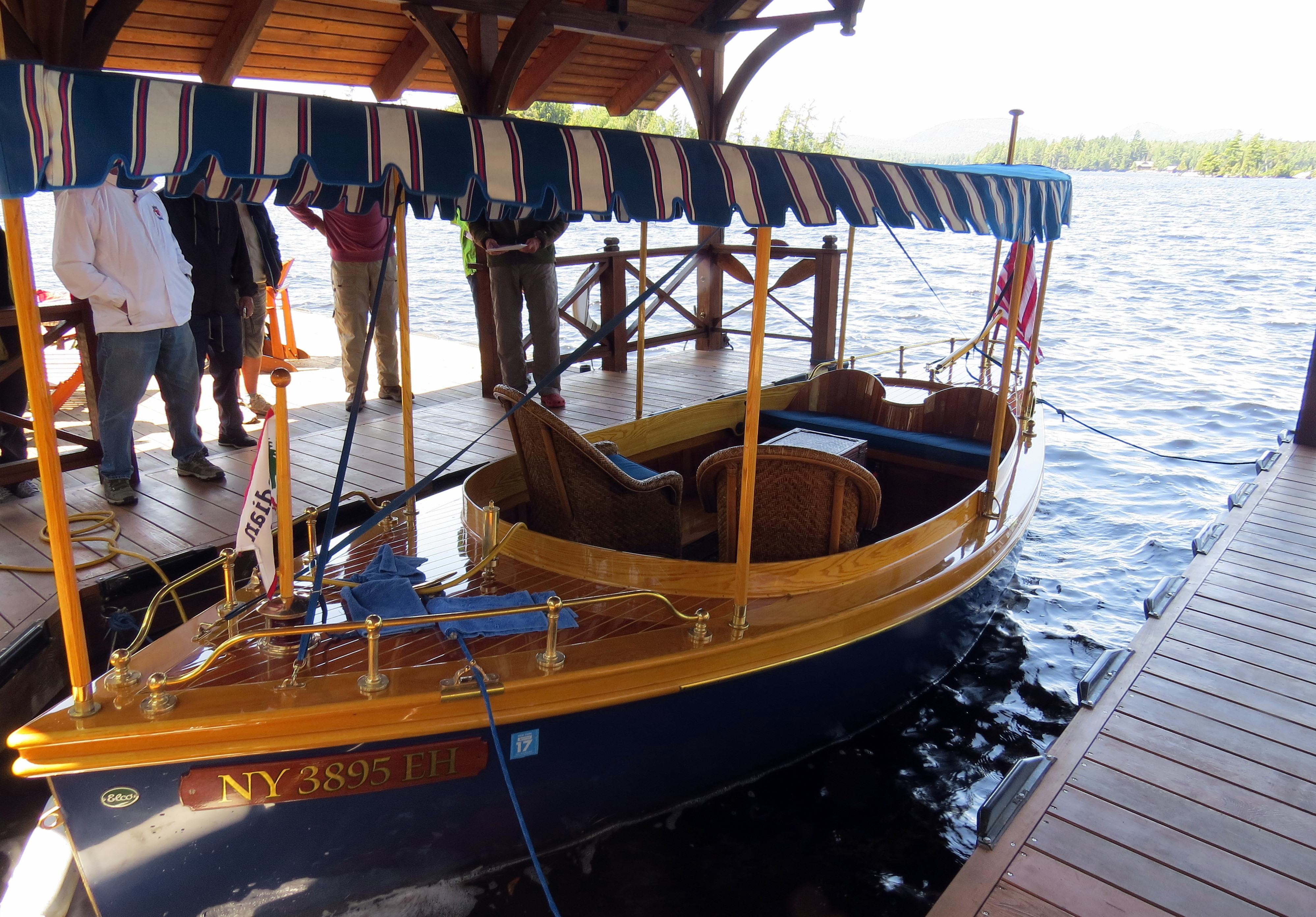
Моторний катер Elco на озері Ракетт в Адірондаках

Electric Launch Company, пізніше перейменована на Elco Motor Yachts — суднобудівна компанія з США, яка будує човни та електричні мотори у періоди з 1893 по 1949 та з 1987 дотепер.

## Історія

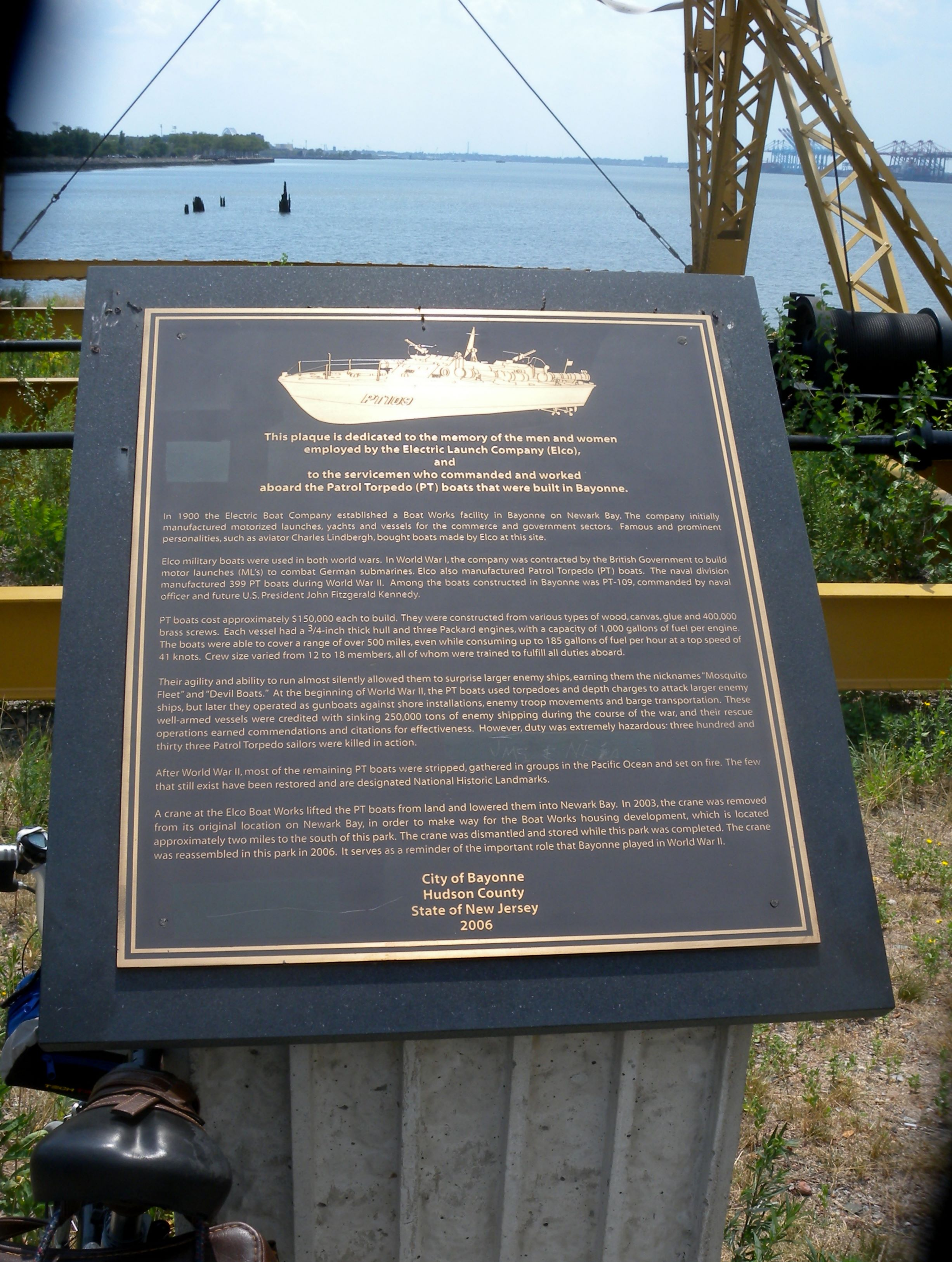
Меморіальна дошка в Байоні на честь Elco

Elco вперше представила свою продукцію на Всесвітній виставці у 1893 у Чикаго. П'ятдесят п'ять катерів, кожний 36 футів довжиною з електричними двигунами, перевезли більше мільйона пасажирів.
У 1899 Ісаак Райс, президент компанії Electric Storage Battery Company і власник Electro-Dynamic Company (обидва постачальники Elco), придбав Elco, як дочірню компанію для нової Electric Boat Company. Незабаром Elco побудувала нову верф у Байонн (Нью-Джерсі). До цього човни Elco будувалися на підрядних верфях.
До 1900 р. прогулянкові човни з електричним приводом перевищували кількість суден, з паровими двигунами та з вибухових двигунах (так тоді називали бензинові двигуни). До 1910 з'явилась велика кількість бензинових двигунів, а тому Elco почала випускати моторні катери.
Протягом Першої світової війни, компанія побудувала п'ятсот вісімдесят 24-метрових мисливця за субмаринами для британського адміралтейства та 448 33-метрові мисливці за субмаринами і 284 катери інших типів для ВМС США.
У міжвоєнний період компанія розробила 8-ми метрові катери Cruisette. У 1930-ті були створені катери довжиною 9-ти та 17- метрів під назвою Veedettes і Flattops.
Під час Другої світової війни Elco сформували військово-морський дивізіон Elco у Байонні, Нью-Джерсі. Elco випустила приблизно 400 РТ-човнів для ВМС США. Після експериментів з першими РТ-човнами було побудовано деяку кількість довжиною 22 метри. Пізніше будували 23-х та 24-х метрові човни. Компанія Elco побудувала найбільшу кількість 24-метрових моторних торпедних човнів ніж човнів інших типів.

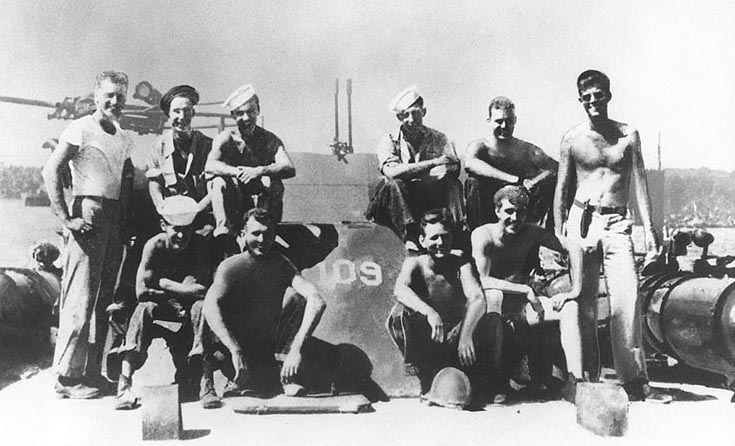
Лейтенант Джон Фіцджеральд Кеннеді з командою PT-109

Найвідомішим 24-х метровим PT човном був човен під номером PT-109, яким командував майбутній президент Джон Ф. Кеннеді. У фільмі PT 109, логотип «Elco» можна побачити на дросельній засувці кабіни у деяких сценах.
Наприкінці війни компанія об'єдналася з компанією Electric Boat на чолі з Джоном Джеєм Гопкінсом. У 1949 Electric Boat ухвалила рішення зосередитися на урядових контактах для субмарин, а тому Elco були закриті до 1987.

## Теперішній час
Зараз Elco випускає репліки своїх класичних катерів. Крім того компанія все ще випускає електричні двигуни, які загалом використовують як додаткові на вітрильниках, а також для заміни дизельних двигунів на човнах. Їхні електричні мотори мають потужність 1–35 кВт, які відповідають 2–70 к.с. дизельних двигунів. Elco також працювали над кількома проектами з Hunter Marine для оснащення деяких яхт двигунами Elco у поєднанні з сонячними панелями та вітровими турбінами.